# یواس‌اس پارکس (دی‌یی-۱۶۵)
یواس‌اس پارکس (دی‌یی-۱۶۵) (به انگلیسی: USS Parks (DE-165)) یک کشتی بود که طول آن ۳۰۶ فوت (۹۳ متر) بود. این کشتی در سال ۱۹۴۳ ساخته شد.